# Roland Amstutz
Pour les articles homonymes, voir Amstutz.
Roland Amstutz est un acteur suisse, né à La Chaux-de-Fonds le 12 janvier 1942 et mort par suicide, en se jetant sous un train à Recklinghausen (Allemagne) le 21 mai 1997. Il a été pensionnaire de la Comédie-Française sous l'administration de Jean-Pierre Vincent.

## Biographie
Roland Amstutz a étudié le théâtre en Suisse. Il joue ensuite plusieurs fois au Théâtre de Vidy à Lausanne avant de se rendre à Paris pour rejoindre la troupe de théâtre d'Ariane Mnouchkine. Il devient ainsi un membre régulier de ce qui deviendra plus tard le collectif théâtral du Théâtre du Soleil. Il a joué dans des productions de metteurs en scène tels que Patrice Chéreau, Jean-Hugues Anglade et Luc Bondy.
Après avoir régulièrement joué de petits rôles dans des longs métrages à partir du milieu des années 1970, il est devenu un acteur secondaire établi à partir des années 1980.
Peu avant une première au Ruhrfestspiele de Recklinghausen, Roland Amstutz se suicide le 21 mai 1997 à l'âge de 55 ans.

## Filmographie

### Cinéma

#### Longs métrages
- 1970 : Le Fou de Claude Goretta
- 1973 : Voyage en Grande Tartarie de Jean-Charles Tacchella
- 1973 : 1789 d'Ariane Mnouchkine
- 1974 : Pas si méchant que ça de Claude Goretta
- 1974 : Histoire de Paul de René Féret
- 1974 : Le Milieu du monde d'Alain Tanner
- 1974 : Que la fête commence de Bertrand Tavernier
- 1975 : La Bulle (L'Arrestation) de Raphaël Rebibo (film suisse, inédit en France)
- 1975 : Moi, Pierre Rivière, ayant égorgé ma mère, ma sœur et mon frère... de René Allio
- 1976 : Le Gang de Jacques Deray
- 1976 : La Communion solennelle de René Féret
- 1976 : La Question de Laurent Heynemann
- 1977 : Mémoire commune de Patrick Poidevin
- 1977 : Molière d'Ariane Mnouchkine
- 1977 : Les Petites Fugues d'Yves Yersin
- 1977 : Repérages de Michel Soutter
- 1978 : Un si joli village d'Étienne Périer
- 1979 : Félicité de Christine Pascal
- 1979 : Il y a longtemps que je t'aime de Jean-Charles Tacchella
- 1979 : I... comme Icare d'Henri Verneuil
- 1979 : La Femme flic d'Yves Boisset
- 1979 : Fernand de René Féret
- 1979 : Sauve qui peut (la vie) de Jean-Luc Godard
- 1980 : À vendre de Christian Drillaud
- 1980 : Un étrange voyage d'Alain Cavalier
- 1980 : Plein sud de Luc Béraud
- 1981 : Parti sans laisser d'adresse de Jacqueline Veuve
- 1981 : Le Cimetière des voitures de Fernando Arrabal
- 1981 : Itinéraire bis de Christian Drillaud
- 1982 : Tir groupé de Jean-Claude Missiaen
- 1982 : La Petite Bande de Michel Deville
- 1982 : Les Yeux des oiseaux de Gabriel Auer
- 1983 : L'Allégement de Marcel Schüpbach
- 1983 : Ronde de nuit de Jean-Claude Missiaen
- 1983 : Gwendoline de Just Jaeckin
- 1984 : Le Thé à la menthe d'Abdelkrim Bahloul
- 1985 : Elsa, Elsa de Didier Haudepin
- 1986 : L'Ogre de Simon Edelstein (film suisse inédit en France)
- 1986 : Hôtel de France de Patrice Chéreau
- 1987 : La Septième dimension de Benoît Ferreux, Manuel Boursinhac, Laurent Dussaux, Olivier Bourbeillon, Stephan Holmes et Peter Winfield
- 1987 : La Loi sauvage de Francis Reusser
- 1988 : Mon cher sujet d'Anne-Marie Miéville
- 1988 : Bille en tête de Carlo Cotti
- 1988 : Les Deux Fragonard de Philippe Le Guay
- 1989 : Nouvelle vague de Jean-Luc Godard
- 1990 : Alberto Express d'Arthur Joffé
- 1990 : Sale comme un ange de Catherine Breillat
- 1991 : Un cœur qui bat de François Dupeyron
- 1991 : Jacques et Françoise de Francis Reusser (film suisse inédit en France)
- 1992 : Les Derniers Jours d'Emmanuel Kant de Philippe Collin
- 1993 : Les Braqueuses de Jean-Paul Salomé
- 1993 : Joe et Marie de Tania Stöcklin
- 1994 : Faut pas rire du bonheur de Guillaume Nicloux
- 1994 : Comment je me suis disputé... (ma vie sexuelle) d'Arnaud Desplechin
- 1995 : Le Silence de Rak de Christophe Loizillon
- 1996 : Lucie Aubrac de Claude Berri
- 1997 : Dobermann de Jan Kounen
- 1997 : Alors voilà de Michel Piccoli

#### Courts métrages
- 1978 : Seize minutes vingt secondes de Miroslav Sebestik (voix seulement)
- 1980 : La Découverte : d'Arthur Joffé
- 1982 : Marcello de Manuel Boursinhac
- 1982 : La Frite de Roger Guillot
- 1983 : Le Bonheur est une idée neuve en Europe d'Emmanuel Bonn
- 1983 : Rendez-vous avec Marguerite de Nicolas Klotz
- 1989 : Le Langage des fleurs de Manuel Boursinhac
- 1991 : L'Autre Célia d'Irène Jouannet
- 1991 : Les Surprises du ver à soie de Jean-Claude Janer
- 1992 : Artiste peintre de Claire Simon (diffusion TV dans la collection "Monologues")
- 1993 : La Sieste de François Koltès
- 1993 : Bowling de Michael C. Huber
- 1993 : Cathodique de Michel Kammoun
- 1994 : Une femme dans l'ennui de Michel Couvelard
- 1994 : Bête de scène de Bernard Nissile
- 1994 : Quelque chose de différent de Bruno Rolland
- 2001 : La Merveilleuse odyssée de l'idiot Toboggan de Vincent Ravalec (anthologie de courts-métrages)

### Télévision
- 1975 : L'Ingénu de Jean-Pierre Marchand
- 1978 : L'Équipage d'André Michel
- 1979 : Médecins de nuit de Pierre Lary, épisode : Les Margiis (série télévisée)
- 1980 : Marie de Bernard Sobel
- 1983 : Elle voulait faire du cinéma de Caroline Huppert
- 1984 : Les Enquêtes du commissaire Maigret, épisode : Maigret à Vichy d'Alain Levent : Maleski
- 1985 : La Petite Fille modèle de Jean-Jacques Lagrange
- 1992 : Julie Lescaut : Commissaire divisionnaire Briec
- 1993 : C'était la guerre de Maurice Failevic
- 1994 : Julie Lescaut épisode 3, saison 3 : La mort en rose, d'Élisabeth Rappeneau — Leture
- 1995 : Jeunesse sans dieu de Catherine Corsini

## Théâtre
- 1970 : 1789 création collective du Théâtre du Soleil, mise en scène Ariane Mnouchkine
- 1972 : 1793 création collective du Théâtre du Soleil, mise en scène Ariane Mnouchkine, La Cartoucherie
- 1974 : Toller de Tankred Dorst, mise en scène Patrice Chéreau, Théâtre national de l'Odéon
- 1975 : En r'venant de l'expo de Jean-Claude Grumberg, mise en scène Jean-Pierre Vincent, Théâtre national de l'Odéon
- 1976 : Le Défi de Jean-Claude Perrin, mise en scène de l'auteur et Maurice Bénichou, Festival d'Avignon
- 1977 : La Reine Christine d'August Strindberg, mise en scène Robert Gironès, Théâtre du Huitième Lyon
- 1977 : L'Adulateur de Carlo Goldoni, mise en scène Bernard Chatellier, Robert Gironès, Ginette Herry, Jean Magnan, Odéon antique, Théâtre du Huitième Lyon
- 1978 : Nina c'est autre chose de Michel Vinaver, mise en scène Jacques Lassalle, Théâtre de l'Est parisien
- 1979 : Mephisto ou Le Roman d'une carrière de Klaus Mann, mise en scène Ariane Mnouchkine, La Cartoucherie, Festival d’Avignon

- 1981 : Peer Gynt d'Henrik Ibsen, mise en scène Patrice Chéreau, TNP Villeurbanne, Théâtre de la Ville
- 1984 : Terre étrangère d'Arthur Schnitzler, mise en scène Luc Bondy, Théâtre Nanterre-Amandiers
- 1984 : Great Britain d'après Edouard II de Peter Marlowe, mise en scène Jean-Hugues Anglade, Théâtre Nanterre-Amandiers
- 1985 : Le Triomphe de l'amour de Marivaux, mise en scène Alain Halle-Halle, Comédie-Française
- 1985 : L'Imprésario de Smyrne de Carlo Goldoni, mise en scène Jean-Luc Boutté, Comédie-Française
- 1985 : La Tragédie de Macbeth de Shakespeare, mise en scène Jean-Pierre Vincent, Comédie-Française au Festival d'Avignon puis salle Richelieu
- 1985 : Le Balcon de Jean Genet, mise en scène Georges Lavaudant, Comédie-Française
- 1986 : Un chapeau de paille d'Italie d'Eugène Labiche et Marc-Michel, mise en scène Bruno Bayen, Comédie-Française
- 1988 : Chroniques d'une fin d'après-midi spectacle composé de fragments d'œuvres  d'Anton Tchekhov, mise en scène Pierre Romans, Festival d'Avignon
- 1988 : Le Conte d'hiver de Shakespeare, mise en scène Luc Bondy, Théâtre Nanterre-Amandiers, Festival d'Avignon, TNP Villeurbanne
- 1988 : Hamlet de Shakespeare, mise en scène Patrice Chéreau, Festival d'Avignon, Théâtre Nanterre-Amandiers, TNP Villeurbanne
- 1989 : Comme tu me veux de Luigi Pirandello, mise en scène Maurice Attias, Théâtre de la Madeleine

- 1990 : Comme tu me veux de Luigi Pirandello, mise en scène Maurice Attias, Théâtre des Célestins
- 1991 : Mesure pour mesure de Shakespeare, mise en scène Peter Zadek, Odéon-Théâtre de l'Europe
- 1992 : Le Sang des fraises de Catherine Bidaut, mise en scène Daniel Pouthier, Rencontres d'été de la Chartreuse
- 1993 : John Gabriel Borkman de Henrik Ibsen, mise en scène Luc Bondy, Théâtre Vidy-Lausanne, Odéon-Théâtre de l'Europe
- 1994 : Charcuterie fine de Tilly, mise en scène de l'auteur, Théâtre national de la Colline
- 1996 : L'Homme difficile d'Hugo von Hofmannsthal, mise en scène Jacques Lassalle, Théâtre national de la Colline